# Gatlinburg (Tennessee)
Gatlinburg est une ville de villégiature de montagne située dans le comté de Sevier, dans l'État de Tennessee, aux États-Unis, à une soixantaine de kilomètres au sud de Knoxville.
La population était de 3 944 habitants au recensement de 2010 et de 4 047 selon l'estimation de celui de 2012. La ville est un lieu de villégiature populaire, car elle est à la limite du parc national des Great Smoky Mountains, le long de la Route d'État 441}, qui relie Gatlinburg à Cherokee, Caroline du Nord, en traversant le parc national.

## Musées
Le musée de la salière et du poivrier (Salt and Pepper Shaker Museum) est situé dans la localité.

## Personnalités nées à Gatlinburg
- John Henninger Reagan (1818-1905), leader démocrate américain.